# Лембер-Богаткина, Валли
Ва́лли Ле́мбер-Бога́ткина (эст. Valli Lember-Bogatkina; 30 октября 1921, Тарту — 14 июня 2016) — эстонская художница, акварелист, художник-монументалист, иллюстратор книг для детей. Одно из её произведений — «Вируская клятва». Заслуженный художник Эстонской ССР (1983), кавалер Белой звезды IV класса (2006), член Союза художников Эстонской ССР с 1944 года.

## Биография
Родилась в Тарту; в 1922 году семья переехала в Нымме. В 1935 году начал обучение в художественной школе «Паллас». Окончила Государственное художественное промышленное училище по специальности декоративное искусство (1940). Её дипломной работой стала мозаика «Дары осени». Продолжила обучение в Таллинской школе изящных и прикладных искусств. В 1942 году недолгое время посещала Тартуские высшие курсы изящных искусств. В 1944 году была принята в Союз художников Эстонской ССР. Затем работала свободным художником.
Развивала акварель и акварельную монотипию, для которой характерен все более динамичный и свободный стиль подхода, часто абстрактные или поэтически-символические образы. Черпала вдохновение в природе и привозила из своих путешествий по Советскому Союзу и за его пределами (Куба, Норвегия, Финляндия, Китай) серии акварелей. Написал множество портретов своих сограждан-эстонцев. В годы Второй мировой войны работала помощницей театрального художника Вольдемара Хааса.
Многократно выставлялась на персональных и коллективных выставках, как в Эстонии, так и во многих других странах. Одной из её учениц была Леа-Тути Лившиц. Её муж, Владимир Валерьянович Богаткин (1922—1971), был известным советским художником и рисовальщиком. Сыновья: Георг Богаткин — керамик, Владимир Богаткин — теле- и кинооператор, известный своими репортажами со многих Олимпиад.

## Монументальные произведения
- Панно из стеклянной мозаики «Идём на большой праздник» (эст. «Lähme suurele peole!») в Белом зале Национальной оперы «Эстония» (1950).
- Мозаичное панно «Совещание великих предков» (эст. «Suurvanemate nõupidamine») (1955), Таллинская 19-я школа.
- Художественная композиция на фасаде спортхолла« Калев»[эст.] в Таллине (1962, соавтор Маргарета Фукс)[2].
- Художественная композиция на фасаде многоквартирного дома № 6 по улице Акадеэмия, Таллин (1963, соавтор Маргарета Фукс)[2].
- Декоративная стена их морских камней «Трилобит» (1967), кафе в Кохтла-Ярве[3].

## Награды
- 2006 — Орден Белой Звезды IV класса[5]
- 2011 — Премия города Таллина заслуженному деятелю культуры
- 2012 — Премия волости Вихула из жизненные достижения[2]

## Книги
- Valli Lember-Bogatkina. 12 akvarelli. — 1970 (Альбом акварелей).
- Valli Lember-Bogatkina. Nii see oli. — 2006. ISBN 9985-3-1317-8. — 167 lk. (Так это было. Путевые зарисовки).

- Панно на стене дома № 6, улица Акадеэмия, Таллин
- Панно на стене спортхолла «Калев», Таллин